# Hibiscus pacificus
Hibiscus pacificus är en malvaväxtart som beskrevs av Takenoshin Nakai, Y. Jotani och H. Ohba. Hibiscus pacificus ingår i Hibiskussläktet som ingår i familjen malvaväxter. Inga underarter finns listade i Catalogue of Life.